# Mimosa (fanzine)
Mimosa fue un fanzine de ciencia ficción editado por Richard Lynch y Nicki Lynch activa desde 1982 hasta 2003. La revista centró sus publicaciones en las discusiones sobre la historia y el impacto del fandom de ciencia ficción; además, durante su existencia recibió varios reconocimientos, entre ellos el Premio Hugo al mejor fanzine en 1992, 1993, 1994, 1997, 1998 y 2003, además de 14 nominaciones al mismo entre 1991 y 2004.
Entre quienes colaboraron se encuentran Forrest J Ackerman, Ron Bennett, John Berry, Vin¢ Clarke, Sharon N. Farber, Dave Kyle, Mike Resnick, Bob Shaw, Harry Warner, Jr., Ted White y Walt Willis.

## Ilustradores
Entre los dibujantes e ilustradores que contribuyeron en Mimosa se incluyen Sheryl Birkhead, Kurt Erichsen, Debbie Hughes, Julia Morgan-Scott, Peggy Ranson, Stu Shiffman, Dan Steffan, Steve Stiles, Charlie Williams y Kip Williams. Entre las portadas que ganaron un Premio Hugo al mejor artista aficionado se encuentran las de Brad W. Foster, Ian Gunn, Teddy Harvia y Joe Mayhewe.
Los primeros números —del 1 al 16— se produjeron a través de un mimeógrafo, mientras que las ediciones 17 a la 30 se imprimieron en formato comercialmente. los dos volúmenes de A Mimosa Fanthology recogió lo mejor de los 27 primeros números.

El último artículo presente en el último número (#30) de Mimosa en agosto de 2003, Footprints in the Sand de Michael A. Burstein, es uno de varios artículos publicados durante la década de 1990 y principios de 2000 que ponderan la posibilidad de la muerte del fandom de la ciencia ficción.